# Resolutie 733 Veiligheidsraad Verenigde Naties
Resolutie 733 van de Veiligheidsraad van de Verenigde Naties werd unaniem aangenomen op 23 januari 1992. De resolutie stelde een wapenembargo in tegen Somalië.

## Achtergrond
In 1960 werden de voormalige kolonies Brits Somaliland en Italiaans Somaliland onafhankelijk en samengevoegd tot Somalië. In 1969 greep het leger de macht en werd Somalië een socialistisch-islamitisch land. In de jaren 1980 leidde het verzet tegen het totalitair geworden regime tot een burgeroorlog en in 1991 viel het centrale regime. Vanaf dat moment beheersten verschillende groeperingen elke een deel van het land en enkele delen scheidden zich ook af van Somalië.

## Inhoud
De Veiligheidsraad:
- overweegt het verzoek van Somalië om de situatie in Somalië in beschouwing te nemen;
- heeft het verslag van de secretaris-generaal over de situatie in Somalië aangehoord en looft diens humanitaire inspanningen;
- is gealarmeerd over de snelle verslechtering van de situatie, de vele doden, de grote schade en de gevolgen voor de vrede in de regio;
- is bezorgd dat de situatie de wereldvrede bedreigt;
- herinnert aan zijn verantwoordelijkheid voor de wereldvrede onder het Handvest van de Verenigde Naties;
- herinnert ook aan Hoofdstuk VIII van het Handvest;
- waardeert de hulp die internationale en regionale organisaties boden aan de bevolking en betreurt het dat er doden zijn gevallen onder hun personeel;
- neemt nota van de oproepen aan de partijen door de Organisatie van de Islamitische Conferentie (OIC), de Organisatie van Afrikaanse Eenheid (OAE) en de Arabische Liga (AL);

1. neemt nota van het rapport van de secretaris-generaal en is bezorgd om de situatie;
2. vraagt de secretaris-generaal om onmiddellijk het nodige te doen om de humanitaire hulp uit te breiden en hiervoor een coördinator aan te stellen;
3. vraagt de secretaris-generaal ook om samen met de secretarissen-generaal van de OAE en de AL contact op te nemen met de in het conflict betrokken partijen, om de beëindiging van de vijandelijkheden te bewerkstelligen, de verdeling van hulp mogelijk te maken, een staakt-het-vuren te stimuleren en te helpen het conflict in Somalië op politieke wijze te regelen;
4. dringt er bij de partijen op aan de vijandelijkheden onmiddellijk stop te zetten en een staakt-het-vuren overeen te komen;
5. beslist onmiddellijk een wapenembargo in te stellen tegen Somalië;
6. roept alle landen op niets te doen dat de spanningen kan doen oplopen en een vreedzame oplossing vertragen;
7. roept alle partijen op samen te werken met de secretaris-generaal voor de levering van humanitaire hulp;
8. dringt er bij alle partijen op aan om de veiligheid van het humanitaire personeel te verzekeren en de internationale wet met betrekking tot de bescherming van de bevolking te respecteren;
9. roept alle landen en internationale organisaties op om mee te doen met het geven van humanitaire hulp aan de Somalische bevolking;
10. vraagt de secretaris-generaal hierover zo snel mogelijk te rapporteren;
11. besluit om op de hoogte te blijven tot er een vreedzame oplossing is bereikt.

## Verwante resoluties
- Resolutie 746 Veiligheidsraad Verenigde Naties
- Resolutie 751 Veiligheidsraad Verenigde Naties

Lijst ·  726 ·  727 ·  728 ·  729 ·  730 ·  731 ·  732 ·  733 ·  734 ·  735 ·  736 ·  737 ·  738 ·  739 ·  740 ·  741 ·  742 ·  743 ·  744 ·  745 ·  746 ·  747 ·  748 ·  749 ·  750 ·  751 ·  752 ·  753 ·  754 ·  755 ·  756 ·  757 ·  758 ·  759 ·  760 ·  761 ·  762 ·  763 ·  764 ·  765 ·  766 ·  767 ·  768 ·  769 ·  770 ·  771 ·  772 ·  773 ·  774 ·  775 ·  776 ·  777 ·  778 ·  779 ·  780 ·  781 ·  782 ·  783 ·  784 ·  785 ·  786 ·  787 ·  788 ·  789 ·  790 ·  791 ·  792 ·  793 ·  794 ·  795 ·  796 ·  797 ·  798 ·  799